# Fontaines (Vendée)
Pour les articles homonymes, voir Fontaines.
Fontaines est une ancienne commune française située dans le département de la Vendée, en région Pays-de-la-Loire.
Commune de la région naturelle du Marais poitevin, elle est incluse dans le parc naturel régional du marais poitevin.
Avec Doix, au 1er janvier 2016, elle devient une commune déléguée de Doix-lès-Fontaines.

## Géographie
Le territoire municipal de Fontaines s'étend sur 1 061 hectares. L'altitude moyenne de la commune est de 9 mètres, avec des niveaux fluctuant entre 0 et 28 mètres,.

## Histoire
Un lot de céramiques gallo-romaines trouvé au site des Genats (lieu-dit près du péage no 8 de l'autoroute, partagé entre Fontaines et Fontenay-le-Comte au nord) est largement dominé par la sigillée de Montans (Tarn).

## Politique et administration

### Liste des maires
| Période                                  | Période          | Identité              | Étiquette      | Qualité |
| ---------------------------------------- | ---------------- | --------------------- | -------------- | --- |
| août 1843                                | août 1852        | Benjamin-Julien Garos |                | |
| ?                                        | 1904             | Louis Renou           |                | |
| 5 mai 1907                               | 17 mai 1908      | Constant Cosset       |                | |
| 17 mai 1908                              | 21 mars 1909     | Frédéric Pairault     |                | |
| 21 mars 1909                             | 19 mai 1912      | Henri Gaté            |                | |
| 19 mai 1912                              | 10 décembre 1919 | Louis Renou           |                | |
| 10 décembre 1919                         | 19 mai 1929      | Henri Gaté            |                | |
| 19 mai 1929                              | 14 mai 1935      | Albert Rouger         |                | |
| 14 mai 1935                              | 27 juillet 1944  | François Texier       |                | |
| 27 juillet 1944                          | 22 mars 1959     | Arthur Goguet         |                | |
| 22 mars 1959                             | 22 novembre 1969 | Eugène Coirier        |                | |
| 22 novembre 1969                         | 22 mars 1977     | Alix Goguet           |                | |
| 22 mars 1977                             | 24 juin 1995     | Louis Coirier         |                | |
| 24 juin 1995                             | février 2011     | Marie-Jo Chatevaire   | Nouveau Centre | Conseillère générale de la Vendée, élue dans le canton de Fontenay-le-Comte (2008-2015) Conseillère régionale des Pays-de-la-Loire (2010-2015) |
| 19 février 2011                          | 29 mars 2014     | François Brunet       | Nouveau Centre | Retraité de l'ameublement |
| 29 mars 2014                             | 31 décembre 2015 | Stéphane Boulard      |                | Agriculteur |
| Les données manquantes sont à compléter. |                  |                       |                | |

### Liste des maires délégués
| Période                                  | Période  | Identité         | Étiquette | Qualité |
| ---------------------------------------- | -------- | ---------------- | --------- | ------- |
| 4 janvier 2016,                          | En cours | Stéphane Boulard |           |         |
| Les données manquantes sont à compléter. |          |                  |           |         |

## Démographie

### Évolution démographique
L'évolution du nombre d'habitants est connue à travers les recensements de la population effectués dans la commune depuis 1793. À partir du 1er janvier 2009, les populations légales des communes sont publiées annuellement dans le cadre d'un recensement qui repose désormais sur une collecte d'information annuelle, concernant successivement tous les territoires communaux au cours d'une période de cinq ans. 
Pour les communes de moins de 10 000 habitants, une enquête de recensement portant sur toute la population est réalisée tous les cinq ans, les populations légales des années intermédiaires étant quant à elles estimées par interpolation ou extrapolation. Pour la commune, le premier recensement exhaustif entrant dans le cadre du nouveau dispositif a été réalisé en 2008,.
En 2015, la commune comptait 769 habitants, en évolution de −5,64 % par rapport à 2008 (Vendée : +5,7 %, France hors Mayotte : +2,49 %).
| 1793 | 1800 | 1806 | 1821 | 1831 | 1836 | 1841 | 1846 | 1851 |
| ---- | ---- | ---- | ---- | ---- | ---- | ---- | ---- | ---- |
| 543  | 523  | 614  | 653  | 635  | 623  | 679  | 700  | 690  |

| 1856 | 1861 | 1866 | 1872 | 1876 | 1881 | 1886 | 1891 | 1896 |
| ---- | ---- | ---- | ---- | ---- | ---- | ---- | ---- | ---- |
| 713  | 689  | 719  | 703  | 697  | 715  | 741  | 784  | 803  |

| 1901 | 1906 | 1911 | 1921 | 1926 | 1931 | 1936 | 1946 | 1954 |
| ---- | ---- | ---- | ---- | ---- | ---- | ---- | ---- | ---- |
| 764  | 792  | 789  | 733  | 714  | 697  | 707  | 683  | 675  |

| 1962 | 1968 | 1975 | 1982 | 1990 | 1999 | 2008 | 2013 | - |
| ---- | ---- | ---- | ---- | ---- | ---- | ---- | ---- | - |
| 704  | 650  | 695  | 808  | 856  | 870  | 815  | 782  | - |

En 2008, Fontaines comptait 815 habitants  (soit une diminution de 6 % par rapport à 1999). La commune occupait le 11 275e rang au niveau national, alors qu'elle était au 9 759e en 1999, et le 200e au niveau départemental sur 282 communes.

### Pyramide des âges
La population de la commune est relativement âgée. Le taux de personnes d'un âge supérieur à 60 ans (24,5 %) est en effet supérieur au taux national (21,6 %) tout en étant toutefois inférieur au taux départemental (25,1 %).
À l'instar des répartitions nationale et départementale, la population féminine de la commune est supérieure à la population masculine. Le taux (50,6 %) est du même ordre de grandeur que le taux national (51,6 %).
La répartition de la population de la commune par tranches d'âge est, en 2007, la suivante :
- 49,4 % d’hommes (0 à 14 ans = 21,5 %, 15 à 29 ans = 16,1 %, 30 à 44 ans = 18,3 %, 45 à 59 ans = 22,8 %, plus de 60 ans = 21,3 %) ;
- 50,6 % de femmes (0 à 14 ans = 15,5 %, 15 à 29 ans = 15,7 %, 30 à 44 ans = 17,2 %, 45 à 59 ans = 24 %, plus de 60 ans = 27,7 %).

| Hommes | Classe d’âge | Femmes |
| ------ | ------------ | ------ |
| 0,0    | 90 ans ou +  | 0,4    |
| 6,4    | 75 à 89 ans  | 9,7    |
| 14,9   | 60 à 74 ans  | 17,6   |
| 22,8   | 45 à 59 ans  | 24,0   |
| 18,3   | 30 à 44 ans  | 17,2   |
| 16,1   | 15 à 29 ans  | 15,7   |
| 21,5   | 0 à 14 ans   | 15,5   |

| Hommes | Classe d’âge | Femmes |
| ------ | ------------ | ------ |
| 0,4    | 90 ans ou +  | 1,2    |
| 7,3    | 75 à 89 ans  | 10,6   |
| 14,9   | 60 à 74 ans  | 15,7   |
| 20,9   | 45 à 59 ans  | 20,2   |
| 20,4   | 30 à 44 ans  | 19,3   |
| 17,3   | 15 à 29 ans  | 15,5   |
| 18,9   | 0 à 14 ans   | 17,4   |

## Personnalités liées à la commune

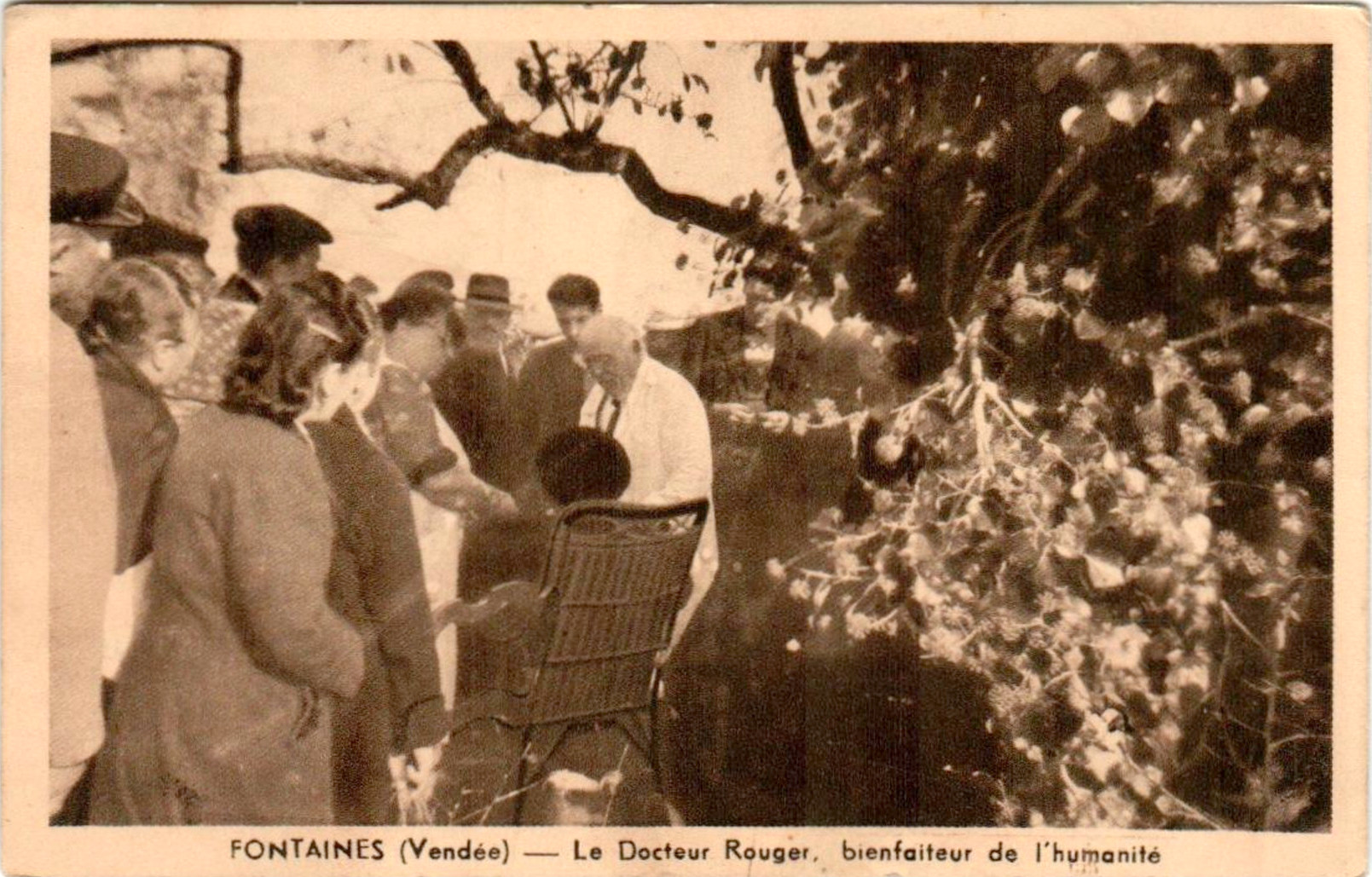
Dr Rouger - bienfaiteur de l'humanité.

- Le docteur Albert Rouger (1870-1969), médecin renommé pour son fameux sérum contre l'asthme et les rhumatismes.

## Lieux et monuments
La commune compte un monument historique :
- l'église Notre-Dame-de-la-Nativité, dont la façade occidentale a été classée par arrêté du 23 juillet 1952[17].

Autres monuments et sites :
- le lavoir ;
- l'ancienne seigneurie ;
- le pigeonnier ;
- le Marais poitevin.